# オボトリート族

オボトリート族

オボトリート族の支配領域

オボトリート族あるいはオボドリート族（ラテン語：Obotriti, Abodritorum, Abodritos, 独: Obotriten, Obodriten, Abodriten,, 英: Obotrites, Obodrites, Abodrites）は、現在のドイツ北部のメクレンブルクおよびホルシュタインを支配した西スラヴ人の部族。サクソン人およびヴェレティ族との戦いのためカール大帝と同盟を結んだ。798年には族長トラスコのもと、ボルンヘーフェトの戦いでザクセン人を破った。ザクセン人は神聖ローマ皇帝により追い払われ、エルベ川北部のホルシュタインのザクセン人の領域は、804年にオボトリート族に与えられた。しかしその後デーン人の侵攻によりこの地はザクセン人の支配に戻った。
1167年、族長プリビスラフがザクセン公ハインリヒ獅子公によりメクレンブルク侯に叙されると、ザクセン公の宗主権を受け入れたことで、オボトリート族の独立支配は終わった。これによりメクレンブルク家が成立した。

## オボトリート連合

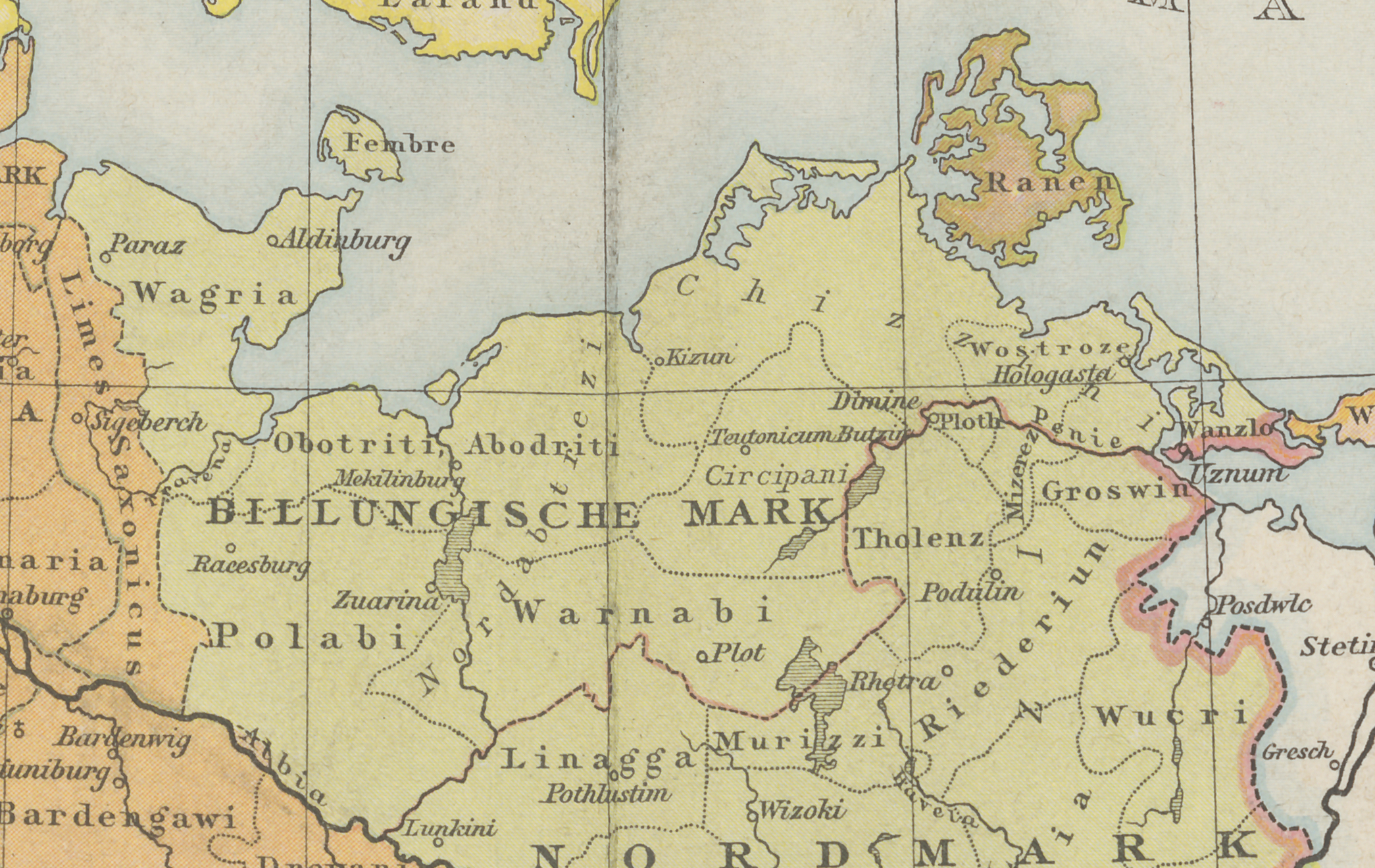
オボトリート連合の分布図。ザクセン公国の北東の辺境で、ビルング家の所領の北端部（Billunger Mark）（紀元1000年前後）

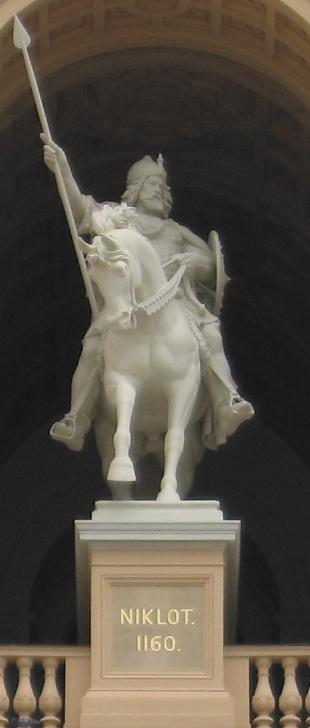
オボトリート族長ニクロトの銅像（1090年–1160年）

830年にレーゲンスブルクで編集された『バイエルン地理学者』Geographus Bavarus （英語）という匿名の中世文書には、エルベ川東岸にいた中央ヨーロッパ東部の部族名の一覧がある。そこに Nortabtrezi（オボリート族）が記され—「キウィタス」（市民による政治共同体）が53ヵ所あったとしている。
ブレーメンのアダムは、それらの共同体に北欧系とスラブ系の人々が共生し、盛んに交易を行うレリク（英語）であったことから、レレギ（Reregi）として言及した。一般的にドイツ語文献においては、他のスラブ系集団とまとめて、しばしばヴェンド人と記述された。
オボトリート部族連合の主な部族を示す。
- オボトリート本流　バルト海南西部（英語）からシュヴェリーン湖（英語版）の一帯。
- ヴァグリア族（英語）　古ザクセン（英語）の一部でホルシュタイン東部。
- ワルノウ族（英語）　ヴァルノウ川上流からミルデニツ川（英語）の流域。
- ポラーベン族本流（英語）　トラーヴァ川（英語）とエルベ川に挟まれた地域。

その他、オボトリート部族連合と関連のある部族は次を含む。
- Linonen　エルベ川支流の町レンツェン（英語）近辺。
- Travnjane　トラーヴァ川沿い。
- ドレヴァニ族（英語）　ハノーファーの湿地帯（英語）。

## 歴代オボトリート族長
オボトリート族の支配者はプリビスラフ（メクレンブルク侯）を末代として、後にメクレンブルク公となった。
| 族長                                                 | 在位                            | 付記 |
| ---------------------------------------------------- | ------------------------------- | --- |
| ヴィツァン                                           | ? - 795年頃                     | |
| トラスコ                                             | ? - 795年 - 810年               | |
| スラボミール（Slavomir）                             | ? - 810年 - 819年               | フランク王国と同盟を結ぶ。816年、ソルブ人の反乱に参加。最終的に捕まりオボトリート族の人々により廃され、818年にセドラグが族長となった。                   |
| セドラグ（Ceadrag）                                  | 819年 - 826年以降               | フランク王国と同盟を結ぶ。のちデーン人と同盟を結びフランク王国に対し反乱を起こすが、和睦した。                                                           |
| セリブール（Selibur）                                |                                 | |
| ナコン（Nako）                                       | 954年 - 966年                   | ナコンとその兄弟ストイクニュー（Stoigniew）は955年にオットー大帝に敗れた。その後ストイクニューが斬首され、ナコンはキリスト教に改宗し、30年平和が続いた。 |
| ミスティヴォイ（Mstivoj） ミスティドラク（Mstidrag） | 966年 - 995年                   | ナコンの息子。キリスト教を棄て、神聖ローマ帝国に対し反乱を起こした。                                                                                     |
| ミツイ                                               | 919年 - 999年                   | 995年、オットー3世に敗れた。 |
| ミスティスラフ（Mstislav）                           | 996年 - 1018年                  | |
| ウド（Udo） （またはPrzybigniew）                    | 1018年 - 1028年                 | |
| ラティボル（Ratibor）                                | 1028年 - 1043年                 | |
| ゴットシャルク                                       | 1043年 - 1066年                 | |
| ブディフォイ（Budivoj）                              | 1066年、1069年                  | |
| クルト（Kruto）                                      | 1066年 - 1069年 1069年 - 1093年 | |
| ハインリヒ                                           | 1093年 - 1127年                 | |
| ニクロト                                             | 1131年 - 1160年                 | 1090年頃生まれ。ケシニア族（Kessinians）およびツィルツィパーニ族（Circipania）を征服し支配した。                                                         |
| プリビスラフ                                         | 1160年 - 1167年                 | 最後のオボトリート族長、1167年にザクセン公の宗主権を受け入れた。                                                                                         |

## 関連文献
本文中に使われていない文献・資料。出版年順。
- Turasiewicz A., Dzieje polityczne Obodrzyców od IX wieku do utraty niepodległości w latach 1160 - 1164, Warszawa 2004, ISBN 83-88508-65-2 (ポーランド語)